# IC 3016
IC 3016 — галактика типу SBc () у сузір'ї Діва.
Цей об'єкт міститься в оригінальній редакції індексного каталогу.